# Karel van der Sloten
Karel van der Sloten (auch: Charles van der Sloten; * 17. Dezember 1848 in Hofstade; † 29. Juli 1930 in Brüssel) war ein belgischer Komponist. Er publizierte meist unter dem Pseudonym Paul d'Acosta.

## Familie
Seine Eltern waren Jean-Baptiste van der Sloten (1815–1879) und Theresia de Boeck (1808–1886). Seine Ehefrau war Anna Maria Pannekoek (1850–1919). Sie hatten zusammen neun Kinder.

## Werke (Auswahl)

### Opern
- La reine des fées [Feenkönigin]. Grand Opéra in einem Akt.Libretto: Constant Frédericx. Uraufführung: 28. Februar 1890 in Gent im Théâtre Royale. Sprache: französisch[1] Sprache: französische und deutsche Fassung

- Godefroid de Bouillon, auch Godefroy de Bouillon. Grand Opéra in drei Akten und Epilog. Libretto: Constant Frédericx. Uraufführung: 26. März 1899 in Antwerpen. Sprache: Französisch[2].

### Oratorium
- Golgatha, Scenes biliques [biblische Szenen]. In drei Teilen: Teil 1: Les rameaux [Palmsonntag].. Teil 2: Le Calvaire. Stabat mater. Douleur de la vierge Marie. [Schmerz der Jungfrau Maria]. Teil 3: La Transsubstantiation. Entstehung: um ca. 1900. Text: Constant Frédericx[3][Digitalisat 1]

- Jésus-Christ: Drame lyrique sacré in drei Teilen für Soli, Doppelchor, gemischten Chor und Orgel. Orchester ad libitum. Text: Constant Frédericx[4]

### Werke für Orchester
- Salut aux souverains marché franco-Belge[5]

### Werke für Klavier und Orchester
- Niagara falls. Polka für Klavier und Orchester. John Philip Sousa gewidmet.[6]

### Orgelwerke
- Larghetto[7]
- Marcia festiva[8]
- Scherzo für Orgel[9]

### Werke für Klavier
- Cloches des Flandres [Die Glocken Flanderns][10]
- Salut aux souverains marché franco-Belge, Klavierfassung[11][Digitalisat 2]

### Schriften
- Essai de philologie muscicale : études d'histoire et d'esthétique comparées sur la musique à travers les âges. Gent 1896[12]

## Rezeption
Vom 15. bis zum 17. August fand im Gemeindezentrum von Hofstade eine Ausstellung mit dem Titel Karel Van der Sloten alias Paul D'Acosta (1848–1930) statt.

## Digitalisate
1. ↑  Golgatha als Digitalisat beim IMSLP
2. ↑  Salut aux souverains als Digitalisat bei Gallica